# 科蒙 (加来海峡省)
科蒙（法語：Caumont，法語發音：[komɔ̃]）是法国上法蘭西大區加来海峡省的一个市镇，属于蒙特勒伊区。

## 地理
科蒙（50°17'19"N, 2°1'48"E）面积9.44 平方千米，位于法国上法蘭西大區加来海峡省，该省份为法国北部沿海省份，西北濒北海，南至索姆省，东临北部省。
与科蒙接壤的市镇（或旧市镇、城区）包括：谢里耶讷、拉布鲁瓦、勒尼欧维尔、托朗、方丹莱塔隆、热讷伊韦尔尼。

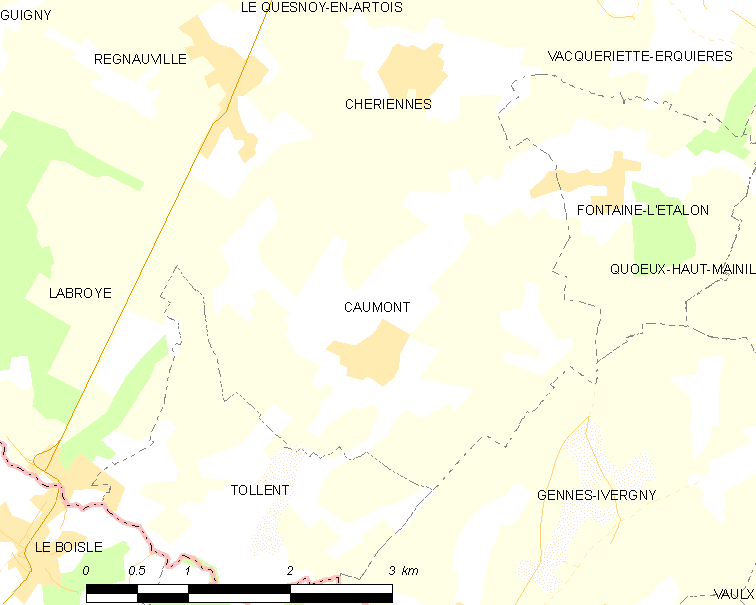
的OSM定位图

科蒙的时区为UTC+01:00、UTC+02:00（夏令时）。

## 行政
科蒙的邮政编码为62140，INSEE市镇编码为62219。

## 政治
科蒙所属的省级选区为欧克西堡县。

## 人口

1962-2008年间人口变化图示

科蒙于2022年1月1日时的人口数量为153人。